# 拉艾梅 (默兹省)
拉艾梅（法語：Lahaymeix）是法国默兹省的一个市镇，属于科梅尔西区（Commercy）艾尔河畔皮耶尔雷菲特县（Pierrefitte-sur-Aire）。该市镇总面积12.7平方公里，2009年时的人口为92人。

## 人口
拉艾梅人口变化图示